# Аврора (поезд)
«Авро́ра» — скоростной фирменный поезд № 741/742, 743/744, 745/746, 749/750 (до 2010 года — № 159А/160А) сообщением Москва — Санкт-Петербург Октябрьской железной дороги. В начале эксплуатации и до 1984 года (по другим данным 1985 года) поезд имел № 9/10. Курсировал между двумя столицами с 12 июня 1963 года до 4 апреля 2010 года. В конце 2009 года ему на смену пришёл скоростной экспресс «Сапсан». Также на этом же маршруте с 2001 года действует во многом аналогичный скоростной поезд локомотивной тяги «Невский экспресс», а в 1984—2009 годах работал скоростной электропоезд ЭР200. В декабре 2024 года поезд снова вышел на линию и совершает по два рейса в день в обе стороны. Поезд состоит из двухэтажных вагонов.

## История поезда

### Эксплуатация в XX веке
Первая поездка скоростного экспресса «Аврора» была совершена 12 июня 1963 года. Поезд вёл ЧС2-78 под управлением машиниста Э. П. Сахарова и помощника А. И. Захарова. Путь от Ленинграда до Москвы был пройден за 5 часов 27 минут. В 1965 году состоялись опытные поездки «Авроры», в ходе которых было достигнуто минимальное время в пути 4 часа 59 минут. Во второй половине 1970-х по мере наращивания числа вагонов поезд замедлялся вплоть до почти 7 часов
хода в 1979. С принятием в эксплуатацию мощных локомотивов ЧС6 время движения вернули к 5 часам 30 минутам.
Поезд состоял из пассажирских вагонов межобластного типа (сначала обычных ЦМВ постройки ТВЗ, адаптированных для скоростей движения до 180 км/ч) и одного вагона-электростанции с мотор-генераторами для преобразования высоковольтного напряжения 3000 В от локомотива в низковольтное для централизованного электроснабжения пассажирских вагонов без подвагонных генераторов (для снижения сопротивления движению). Для тяги поезда применялись пассажирские электровозы чехословацкого производства ЧС2 и ЧС2т, затем ЧС6). Первоначально поезд состоял из 10 вагонов и обслуживался электровозами ЧС2. Скоростной вариант локомотива ЧС2м (до 180 км/ч) требовал сокращения числа вагонов до 8. Переход на ЧС2т позволил увеличить составность до 12 вагонов, ЧС6/ЧС200 — до 15 вагонов.

### Крушение 16 августа 1988 года на перегоне Березайка - Поплавенец
16 августа 1988 года в 18:25 на перегоне Березайка — Поплавенец Бологовского отделения Октябрьской железной дороги произошло крушение скоростного пассажирского поезда «Аврора» №159 Ленинград — Москва, ведомого электровозом ЧС6-017, на скорости 155 км/ч по причине разрыва автосцепки между первым вагоном и электровозом, в результате которого погиб 31 человек, 103 пострадали.

### Эксплуатация в начале XXI века и её прекращение
Состав поезда «Аврора» был обновлён в I квартале 2003 года. 15 купейных вагонов поезда № 159/160 были модернизированы с повышением степени комфорта. Новый интерьер купе был создан с привлечением к разработкам финских и российских дизайнеров. В салонах вагонов в середине 2000-х годов, как и в других поездах направления Санкт-Петербург — Москва, размещались схемы Петербургского и Московского метрополитенов.
В апреле 2008 года РЖД объявило, что по факту запуска проекта скоростной магистрали Санкт-Петербург — Москва необходимость в этих поездах отпадёт, и они будут выведены из расписания.
4 апреля 2010 года «Аврора» прекратила работу, в последнем рейсе поезд вёл машинист локомотивного депо Москва-Октябрьская И. Смирнов. Запущенный в конце 2009 года высокоскоростной «Сапсан» стал курсировать под тем же номером — 159/160, проходя маршрут за 4 часа вместо 5 с половиной (что на 30 минут быстрее ЭР-200, эксплуатировавшегося с 1984 года и проходившего тот же путь за 4 часа 30 минут).

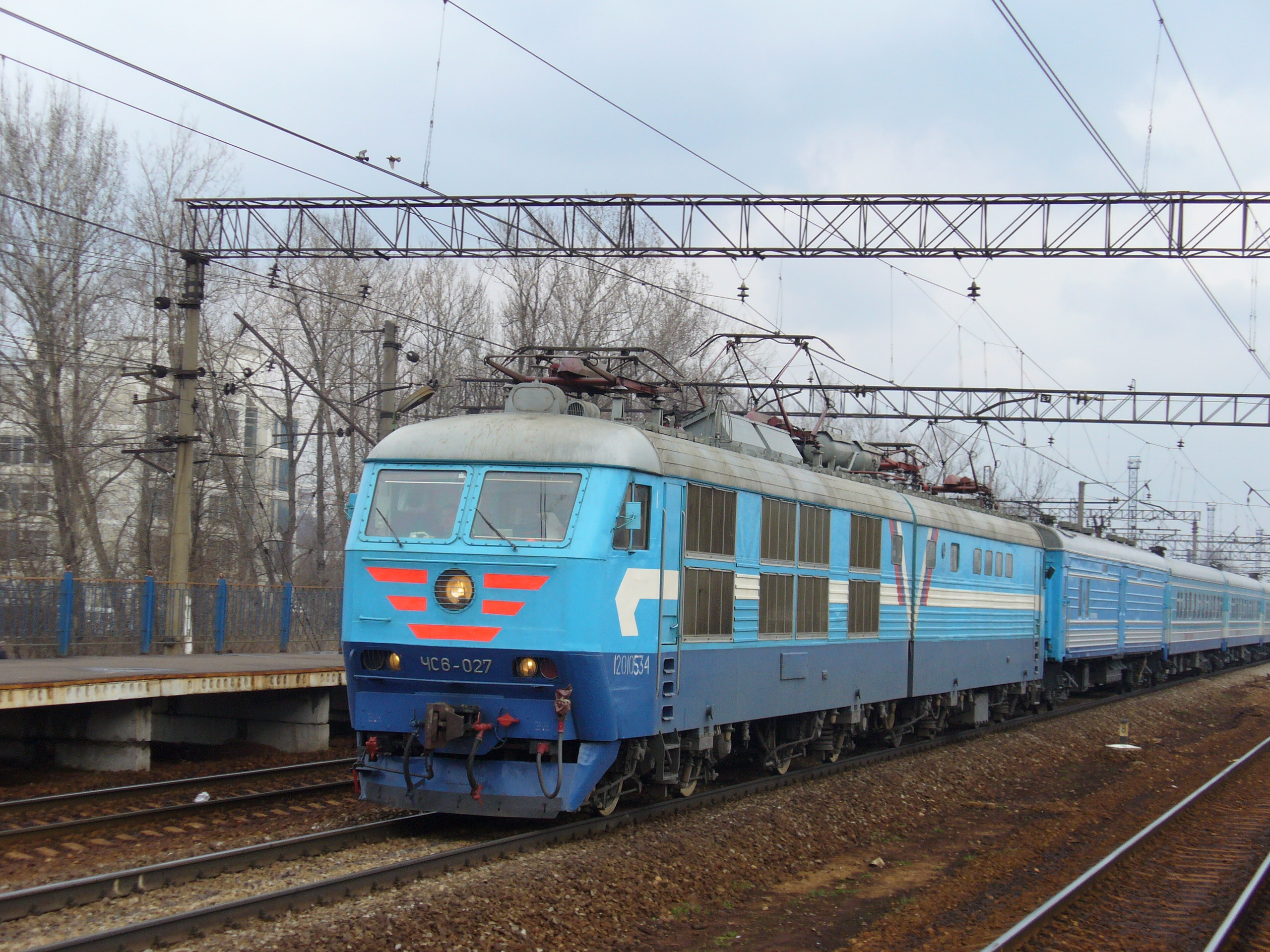
ЧС6-027 с поездом «Аврора», 2006 год
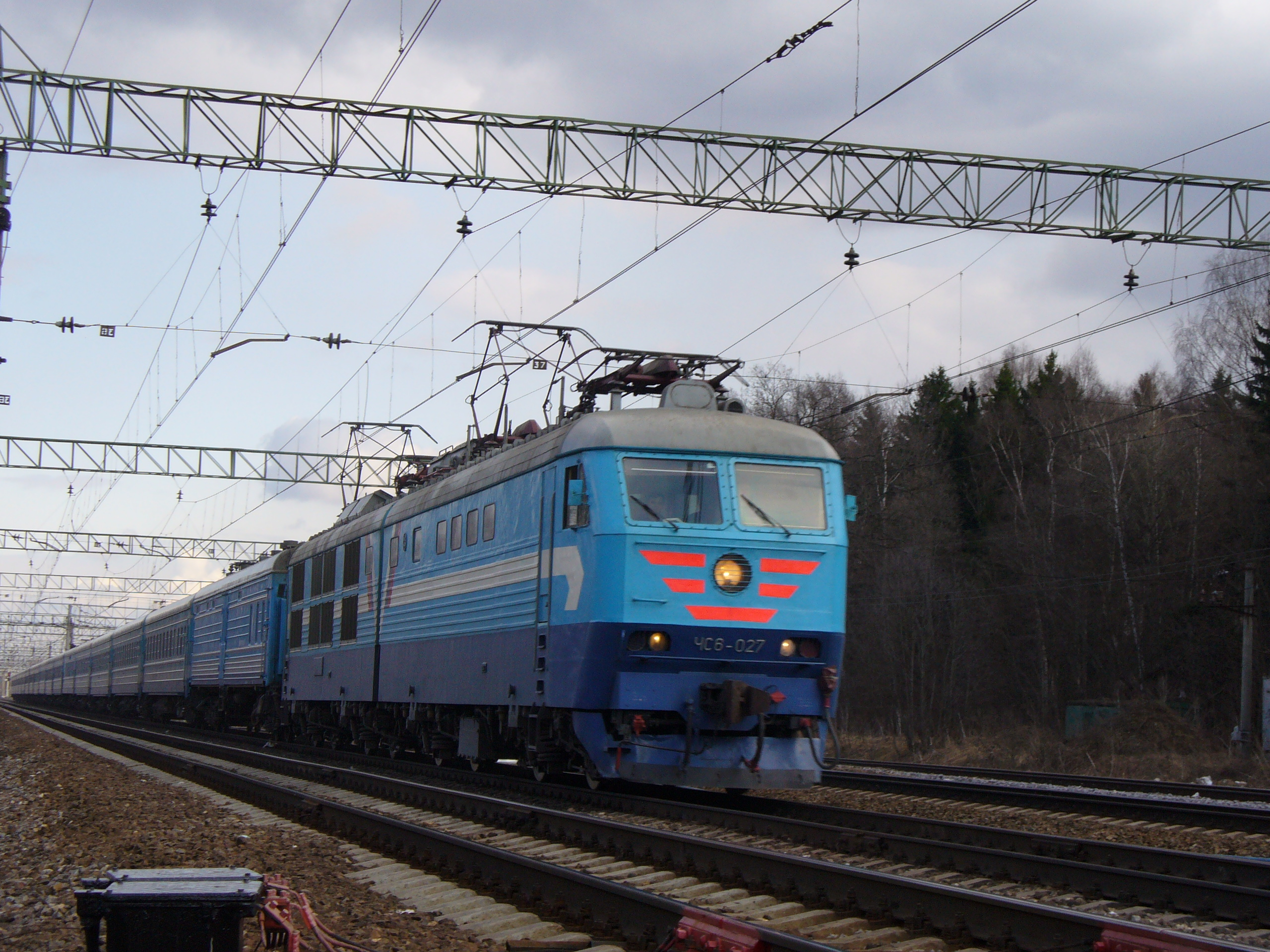
ЧС6-027 с поездом «Аврора», 2006 год

Летом 2011 и 2012 годов состав поезда использовался для обслуживания маршрута 257А/258А Санкт-Петербург — Москва. С осени 2012 и по сей день оба состава используются в качестве поездов 217А/267А/268А, ходят регулярно — каждый день (кроме суббот, как и большинство поездов) в обе стороны. Другие 2 бывших состава (более старые — СВ с 9 купе, по 6 мест) используются в сезоны высокого спроса (например, на праздники) под № 257А/258А.

### Запуск и эксплуатация нового двухэтажного поезда
С 19 декабря 2024 года скоростной поезд «Аврора» вновь курсирует между Москвой и Санкт-Петербургом. Поезд состоит из 15 двухэтажных вагонов, включая обычные межобластные сидячие, в которых есть кресла стандартной и улучшенной компоновки, штабной вагон, в котором могут разместиться пассажиры с ограниченными возможностями здоровья, вагоны СВ и бистро. Для вождения поездов используются электровозы ЭП2К 500-х номеров с новой кабиной.
С 26 октября РЖД запускает два дополнительных скоростных поезда "Аврора": № 745/746, 749/750. С этого же дня, все рейсы "Авроры" будут делать остановки на станциях Тверь и Бологое.

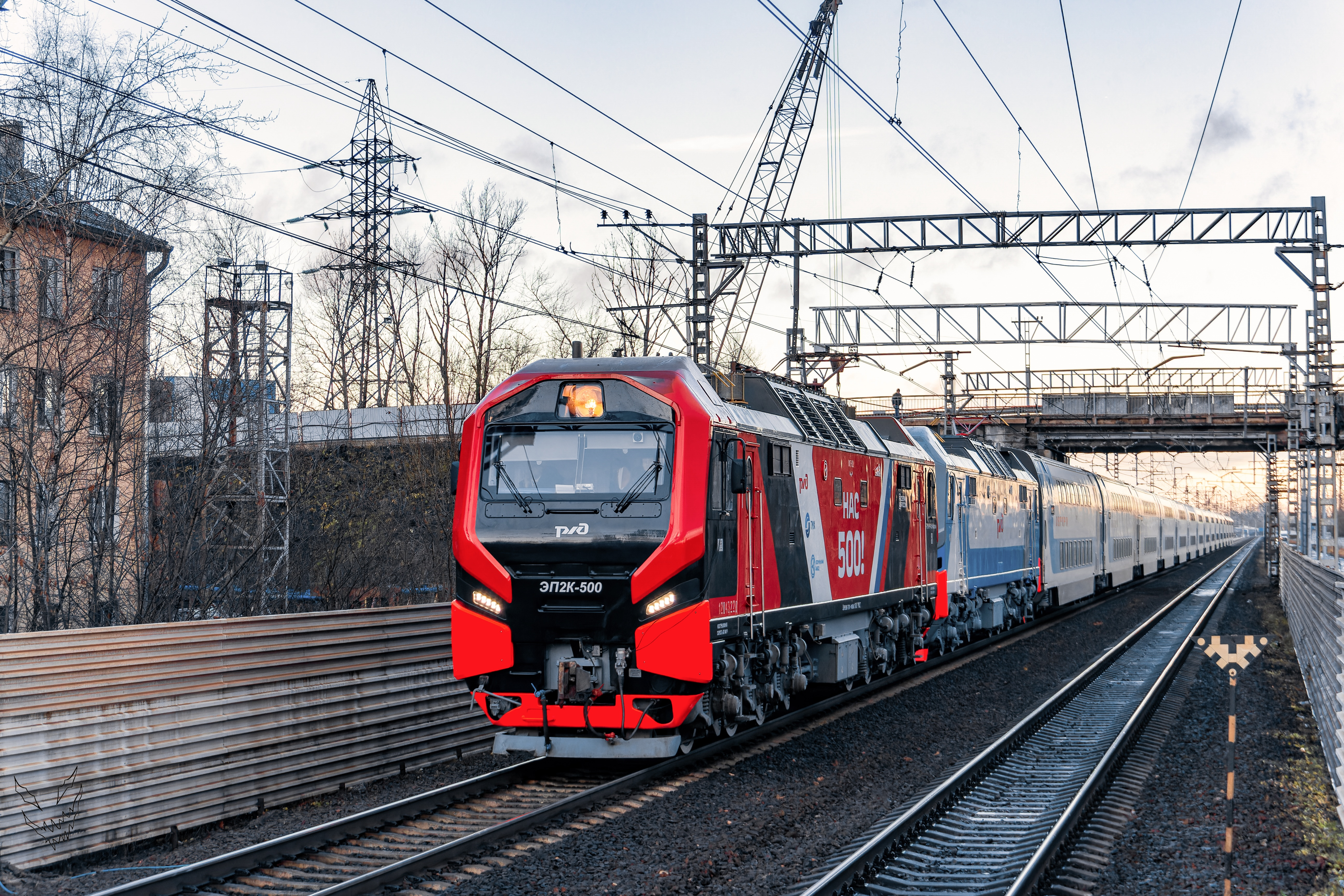
ЭП2К-500 с поездом «Аврора» (обкатка), 2024 год
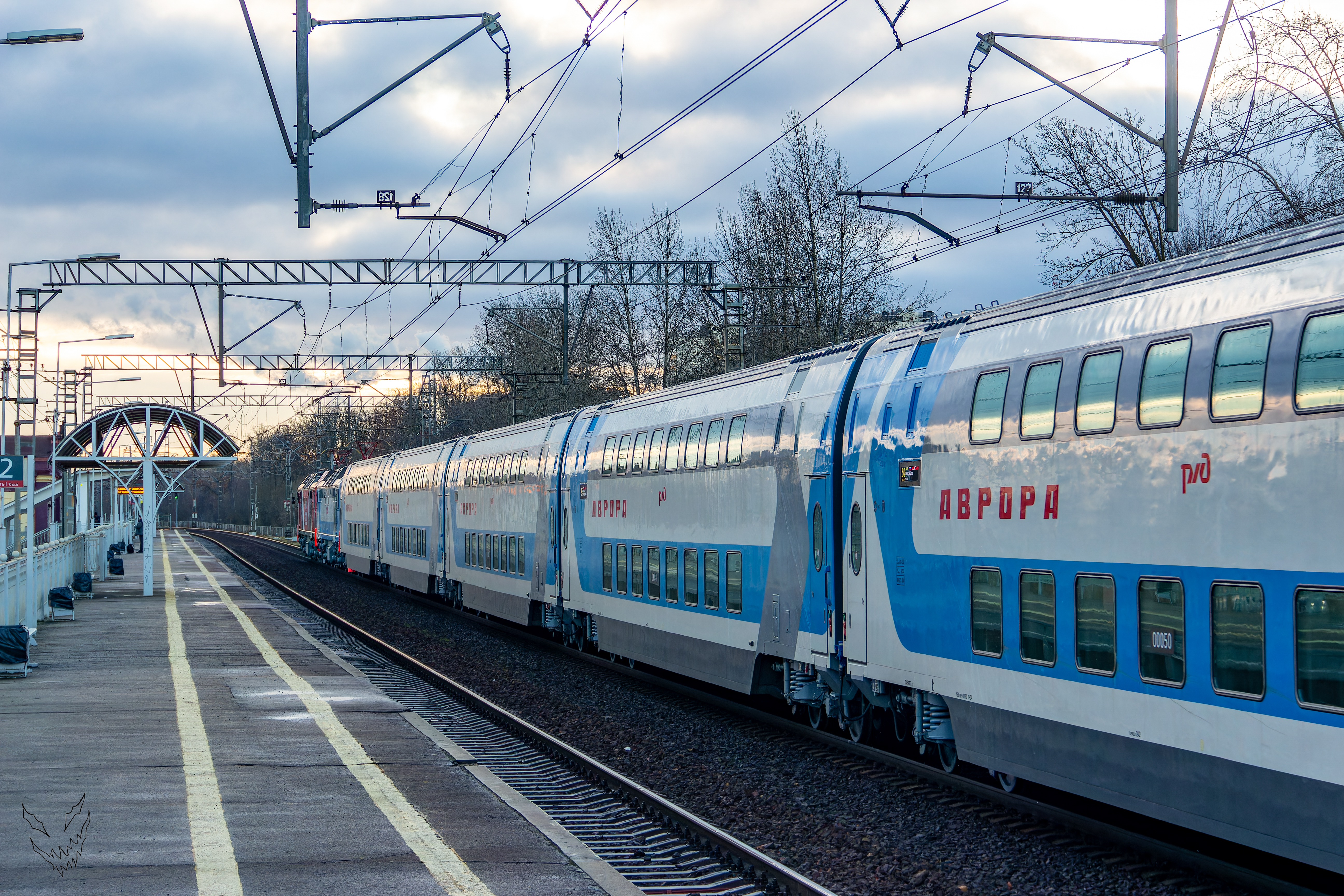
Поезд «Аврора» проследует платформу Фарфоровская (обкатка), 2024 год